# 伊奈久喜
伊奈 久喜（いな ひさよし、1953年6月14日 - 2016年4月22日）は、日本のジャーナリスト。日本経済新聞特別編集委員。同志社大学客員教授。

## 経歴・人物
東京都出身。早稲田大学政治経済学部政治学科卒業。1976年、日本経済新聞社に入社。政治部編集委員、論説副委員長、特別編集委員（外交・安全保障担当）などを歴任した。1999年、ボーン・上田記念国際記者賞を受賞。
2016年4月22日、胃がんのため死去。62歳没。

## 著書
- 『戦後日米交渉を担った男 外交官・東郷文彦の生涯』中央公論新社 2011年
- 『外交プロに学ぶ 修羅場の交渉術』新潮新書 2012年

翻訳
- 『アメリカで「革命」が起きる　ワシントン解体を迫る新ポピュリズム』

ケビン・フィリップス（日本経済新聞出版社 1995年）